# Coelioxys tenebrosa
Coelioxys tenebrosa là một loài Hymenoptera trong họ Megachilidae. Loài này được Pasteels mô tả khoa học năm 1968.
Loài này phân bố ở Zimbabwe.